# 丸山真歩
丸山 真歩（まるやま まほ、1967年1月28日 - ）は、日本の元女優。本名および旧芸名は丸山 真穂（読み同じ）。別名義、佳山 まりほ、佳山 真梨穂。
神奈川県出身。桐朋学園大学短期大学部卒業。

## 出演作品

### テレビドラマ
- 仮面ライダーBLACK RX 第16話「奇跡の谷の姫君」、第17話「バイオライダー！」（1989年、MBS） - ガロニア姫 役
- 水戸黄門（TBS）
  - 第19部 第4話「大望隠した離縁状-三春-」（1989年） - お由 役※丸山真穂名義
  - 第20部 第29話「瞼の人はドジな泥棒-鳥取-」（1991年） - お雪 役※丸山真穂名義　
  - 第21部 第5話「恩讐越えた恋人形-三次-」（1992年） - 千秋 役※丸山真穂名義
  - 第23部 第10話「親子喧嘩の腕比べ-田鶴浜-」（1994年） - お美代 役 ※佳山まりほ名義
  - 第24部 ※佳山まりほ名義
    - 第11話「悪を懲らした大予言 -松山-」（1995年） - お由紀 役
    - 第30話「欲望渦巻くお留山 -秋田-」（1996年） - 八重 役

  - 第25部 第35話「武士道を捨てた男-石巻-」（1996年） - おなみ 役※佳山まりほ名義
  - 第26部 第10話「陰謀砕く男の勇気-延岡-」（1998年） - 菊江 役 ※佳山まりほ名義
  - 第27部  第15話「なまはげの凶賊退治-男鹿-」（1999年） - お勝 役 ※丸山真歩名義
- 大岡越前（TBS）
  - 第11部 第11話「命がけの庇い合い」（1990年） - お多喜 役 ※丸山真穂名義
  - 第13部 第19話「両刃が抉る復讐の謎」（1993年） - お小夜 役
  - 第14部 第20話「恥ずべき行い」（1996年） - 香苗 役 ※佳山まりほ名義
- 神谷玄次郎捕物控 第8話「岡っ引殺し」（1990年、CX）
- はぐれ刑事純情派 第3シリーズ 第8話　（1990年、ANB）
- 付き馬屋おえん事件帳（テレビ東京）
  - 第1シリーズ 第4話「かまいたちの牙」（1990年）
  - 第2シリーズ 第5話「裏茶屋の秘密」（1993年）
- メタルヒーローシリーズ（ANB） 
  - 特警ウインスペクター 第21話「涙に散った銃弾!」（1990年） - 戸川弓子 役
  - 特捜エクシードラフト 第21話「わたしはサイコI」、 第22話「わたしはサイコII」 （1992年） - 小川彩子 役
  - ブルースワット 第31話「異星人（エイリアン） 純情す…」（1994年） - 千賀子
  - 重甲ビーファイター 第14話 - 第21話（1995年） - 羽山麗 役/レッドルの声 ※佳山まりほ名義　葉月レイナの代役
- 鳥人戦隊ジェットマン （1991年 - 1992年、ANB） - 藍　リエ(マリア) 役
- 江戸を斬る 第8部 第25話「復讐剣が闇を裂く」（1994年、TBS） - お志満 役　※佳山まりほ名義
- 江戸の用心棒 第1シリーズ 第13話「天下を分けた女の斗い」（1994年 - 1995年、NTV） - 楓 役 ※佳山まりほ名義
- テレビ東京開局30年・劇団俳優座創立50周年記念ドラマ「荒木又右衛門〜男たちの修羅」（1994年、TX）
- 銭形平次 第5シリーズ 第4話「疑惑の果て」（1995年） - おきぬ 役 ※佳山まりほ名義
- あばれ医者嵐山 第9話「じょんからの女」（1995年、TX） - おせい 役 ※佳山まりほ名義
- 南町奉行事件帖 怒れ!求馬（1997年 TBS） - 加世 役
  - 南町奉行事件帖 怒れ!求馬II（1999年 - 2000年 TBS） - 加世 役
  - 大江戸を駈ける!（2000年 - 2001年 TBS） - 加世 役
- はみだし刑事情熱系 第2シリーズ 第20話「恐怖のビルジャック!!人質にされた妻」（1998年、ANB） - 吉永小枝子 役※佳山まりほ名義

### 映画
- 仮面ライダーJ（1994年）- フォッグ・マザー（声）[2]

### 舞台
- 別れを告げに来た男[1]
- とりあえずの死[1]